# ماريو تنس (لعبة فيديو 1995)
ماريو تنس (بالإنجليزية: Mario's Tennis)‏ (إسمها باللغة اليابانية マリオズテニス ماريوزو تينيسو) هي لعبة فيديو رياضية مطورة من قبل شركة نينتندو لأجهزة فيرتشوال بوي في سنة 1995.